# 1402
- Wikisource

| Calendário gregoriano                                                        | 1402 MCDII                                            |
| Ab urbe condita                                                              | 2155                                                  |
| Calendário arménio                                                           | 851 – 852                                             |
| Calendário bahá'í                                                            | -442 – -441                                           |
| Calendário budista                                                           | 1946                                                  |
| Calendário chinês                                                            | 4098 – 4099 Início a 3 de fevereiro (aproximadamente) |
| Calendário copta                                                             | 1118 – 1119                                           |
| Calendário etíope                                                            | 1394 – 1395                                           |
| Calendários hindus - Vikram Samvat - Calendário nacional indiano - Cáli Iuga | 1457 – 1458 1323 – 1324 4502 – 4503                   |
| Calendário Holoceno                                                          | 11402                                                 |
| Calendário islâmico                                                          | 804 – 805                                             |
| Calendário judaico                                                           | 5162 – 5163                                           |
| Calendário persa                                                             | 780 – 781                                             |
| Calendário rúnico                                                            | 1652                                                  |
| Calendário solar tailandês                                                   | 1945                                                  |

1402 ('MCDII, na numeração romana) foi um ano comum do século XV do Calendário Juliano, da Era de Cristo, a sua letra dominical foi A (52 semanas), teve início a um domingo e terminou também a um domingo.
No reino de Portugal estava ainda em vigor a Era de César que já contava 1440 anos.
| Ano completo                    |
| ------------------------------- |
| Ano comum com início ao domingo |

## Eventos
- Os turcos otomanos deixam as imediações de Constantinopla após 6 anos de cerco.
- Foi estabelecida uma trégua por dez anos entre o Reino de Portugal e o Reino de Castela[1].

## Nascimentos
- 29 de setembro - Fernando de Portugal, o Infante Santo (m. 1443).
- 23 de novembro - Jean de Dunois, soldado francês (m. 1468).
- Leonor de Aragão, rainha consorte de D. Duarte de Portugal e regente em nome de D. Afonso V (m. 1449).

## Mortes
- 26 de março - Davi Stewart, Duque de Rothesay, o Infante Santo (n. 1378).
- 03 de maio - João Anes, Arcebispo de Lisboa.
- 1 de agosto - Edmundo de Langley, filho do rei Eduardo III da Inglaterra (n. 1341).
- 22 de setembro - Matteo Corsini, foi humanista, literato, mercador e conde palatino italiano (n. 1322).